# Jyoji Morikawa
Jyoji Morikawa (森川 ジョージ, ook bekend als George Morikawa, Tokio, 17 januari 1966) is een Japans mangaka. Hij is vooral bekend vanwege de manga Hajime no Ippo. Morikawa wilde mangaka worden nadat hij in de lagere school Harris no Kaze van Tetsuya Chiba las.
Morikawa was de assistent van Shuichi Shigeno. Kentaro Miura en Kaori Saki zijn Morikawa's eigen oud-assistenten.
In december 2016 bereikte Hajime no Ippo zijn 115ste tankōbon. De reeks werd verwerkt tot verscheidene anime. De eerste ervan kwam uit in 2000 en werd gemaakt door Madhouse. Een tweede anime volgde in 2009, en een derde (Hajime no Ippo: Rising) in 2013.
Morikawa won de Shogakukan Manga Prijs in 1991 voor Hajime no Ippo.

## Oeuvre
- Silhouette Night (シルエットナイト) (1983)
- Kazuya Now (一矢NOW) (1986) (2 volumes)
- Signal Blue (シグナルブルー) (1986) (2 volumes)
- Hajime no Ippo (はじめの一歩) (1989-heden, Kodansha) (117+ volumes)[1]
- I'll be Seeing You! (会いにいくよ, Ai ni Ikuyo) (2012) (1 volume)

- Bibliothèque nationale de France: cb155713812 (data)
- Gemeinsame Normdatei: 106882672X
- International Standard Name Identifier: 0000 0000 0201 8897
- Bibliotheek van het Japanse parlement: 00274259
- Système universitaire de documentation: 165248955
- Virtual International Authority File: 42158385
- WorldCat: E39PBJyCF68DV4VfvfBbXHKGHC